# Точки 45×90

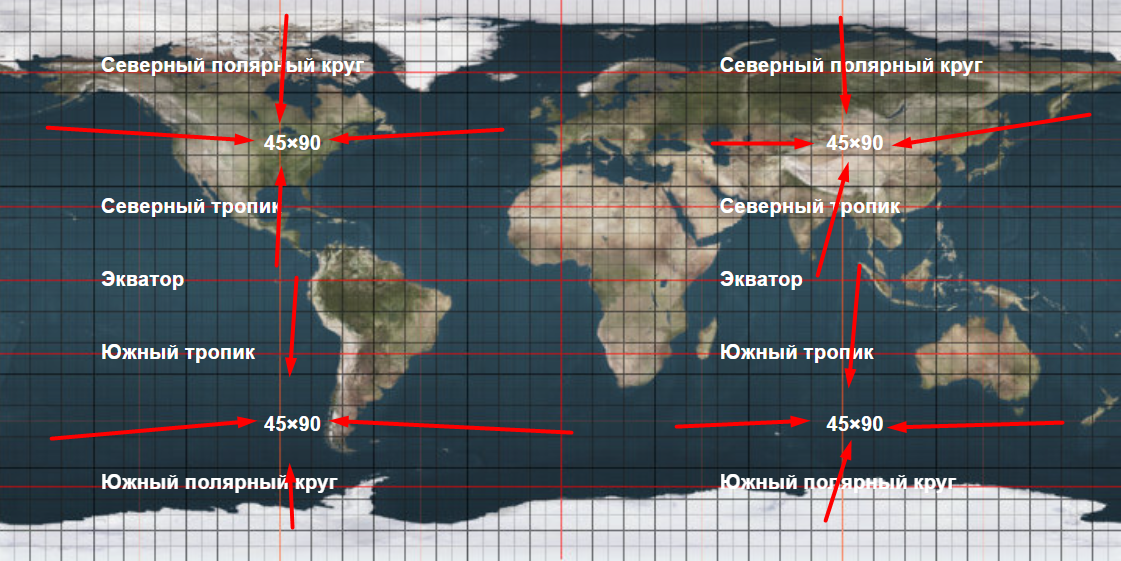
Точки 45×90 на мапі світу

Точки 45×90 — чотири точки на поверхні Землі, кожна з яких рівновіддалена від одного з географічних полюсів та від екватора, а також від Гринвіцького та 180-го меридіана. У Північній півкулі обидві точки 45×90 розташовані на суходолі, тоді як у Південній півкулі вони лежать у віддалених районах Світового океану.

## 45°N, 90°W

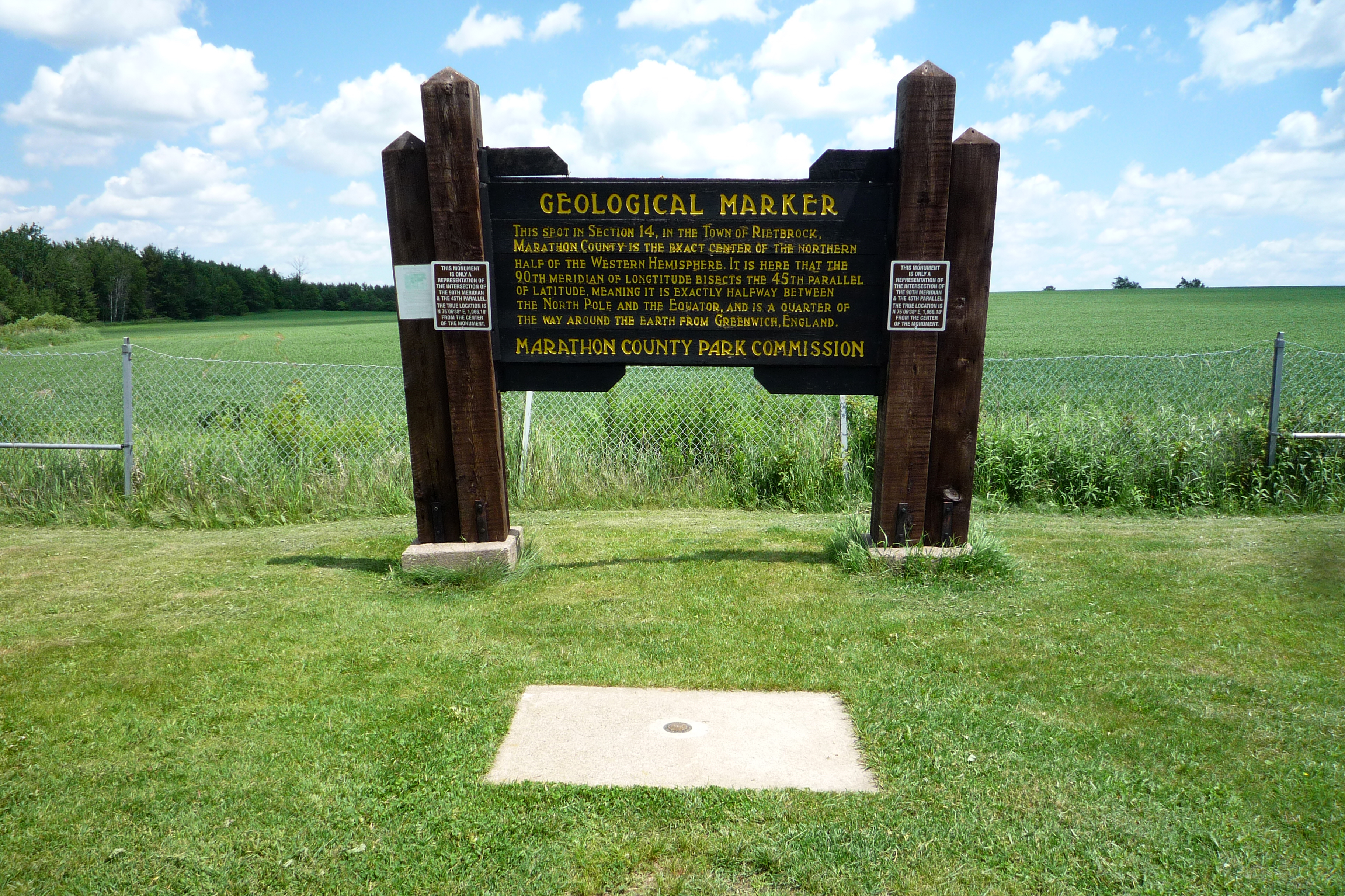
Пам'ятний знак на точці 45×90 у Понятовському. Насправді точка перетину координат знаходиться на відстані 324 м від знаку, в полі.

Найвідомішою та найчастіше відвідуваною точкою є північно-західна точка, розташована за координатами 45°0′0″ пн. ш. 90°0′0″ зх. д. / 45.00000° пн. ш. 90.00000° зх. д., на висоті 410 м над рівнем моря в місті Рітброк (Вісконсин, США), поблизу неінкорпорованої території Понятовський.
На початку 1970-х років місцевий житель Ян Жесицький, власник магазину та бару, звернувся до Геологічної служби США з проханням встановити пам'ятний знак у точці перетину координат. З розвитком GPS-технологій виявилося, що насправді ця точка знаходиться за 324 метри від знака, у полі, а конструкцію встановили в неточному місці біля дороги для залучення туристів. У барі Gesicki's можна було вступити до «Клубу 45х90», зареєструвавшись у спеціальній гостьовій книзі, купити пам'ятну футболку, листівки, наклейки на бампер. В 1995 Ян помер, в 2003 померла і його дружина, і бар закрився. Після закриття бару цю гостьову книгу перемістили до Wausau/Central Wisconsin Visitors Center. При вступі до «Клубу 45х90» новим членам видають пам'ятну монету.
У 1986 році Лу і Пітер Беррімани представили свою пісню Poniatowski, в якій співали про місто та його визначну пам'ятку and restored to visitor access since September 12, 2017..

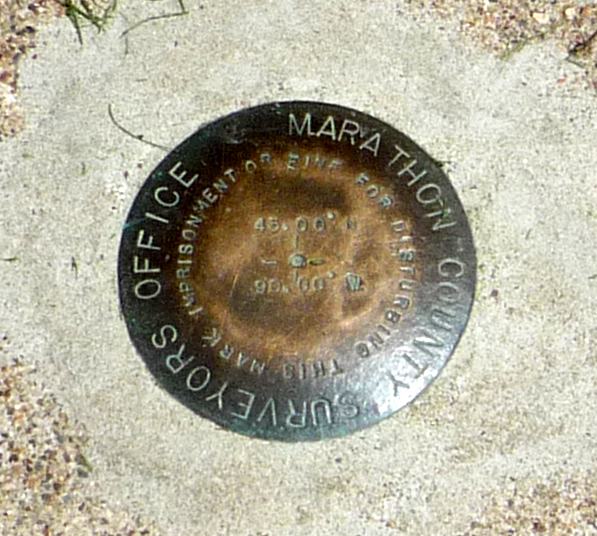
Пам'ятний знак в окрузі Марафон, Вісконсин
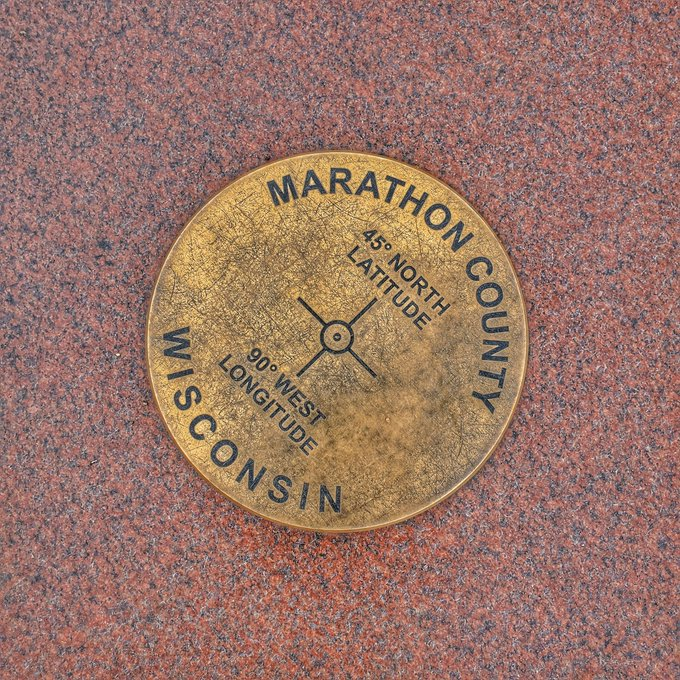
Ще один пам'ятний знак в окрузі Марафон
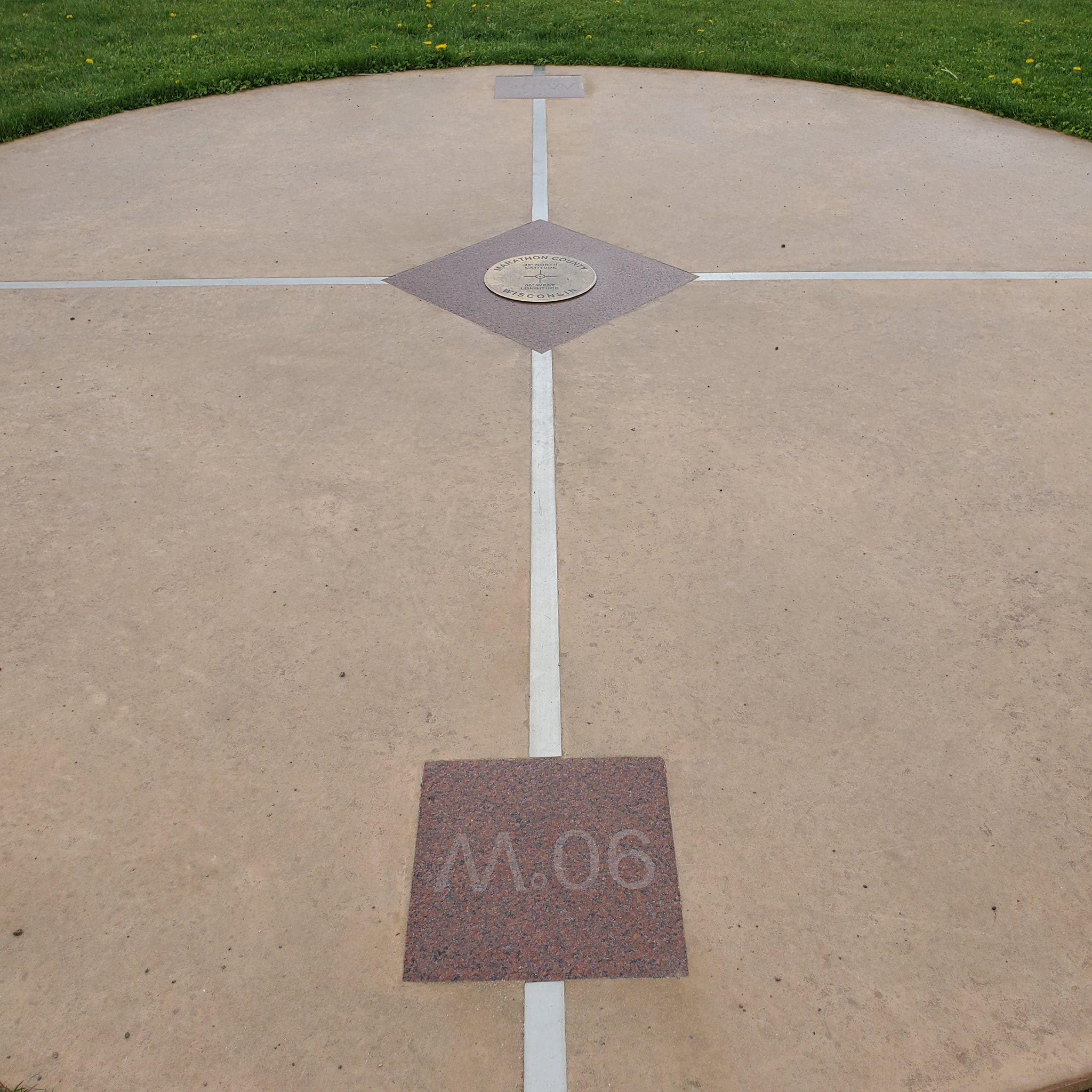
Ще один пам'ятний знак в окрузі Марафон
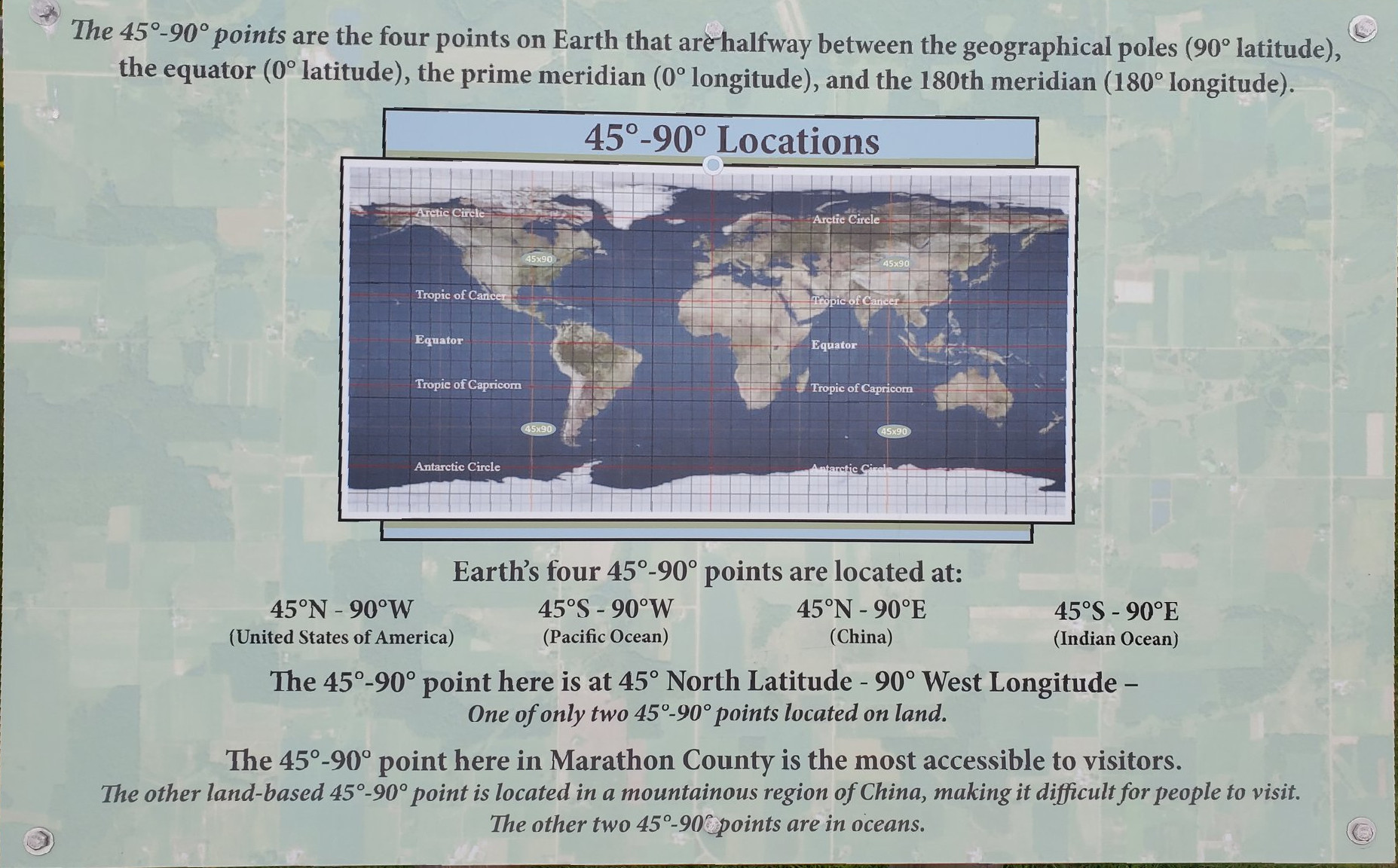
Інформаційна дошка, присвячена точці 45×90

## 45°N, 90°E
Північно-східна точка 45×90, також розташована на суходолі, за координатами 45°0′0″ пн. ш. 90°0′0″ сх. д. / 45.00000° пн. ш. 90.00000° сх. д., лежить на висоті 1009 м над рівнем моря, в пустелі Дзосотин-Елісун на півночі Сіньцзян-Уйгурського автономного району Китаю, на кордоні між повітами Цітай та Чингіль, поблизу монгольського кордону, за 240 км на північний схід від Урумчі. 13 квітня 2004 року американець Грег Майклз та водій таксі Жу Жунчжао з найближчого міста Цітай, що за 110 км на південний захід, відвідали цей пункт і задокументували цей візит у межах проєкту Degree Confluence Project. Вони не виявили жодного пам'ятного знаку та задокументували, що Цзянцзюньмяо, найближче поселення до точки 45×90, зображене на карті, давно покинуте.

## 45°S, 90°E

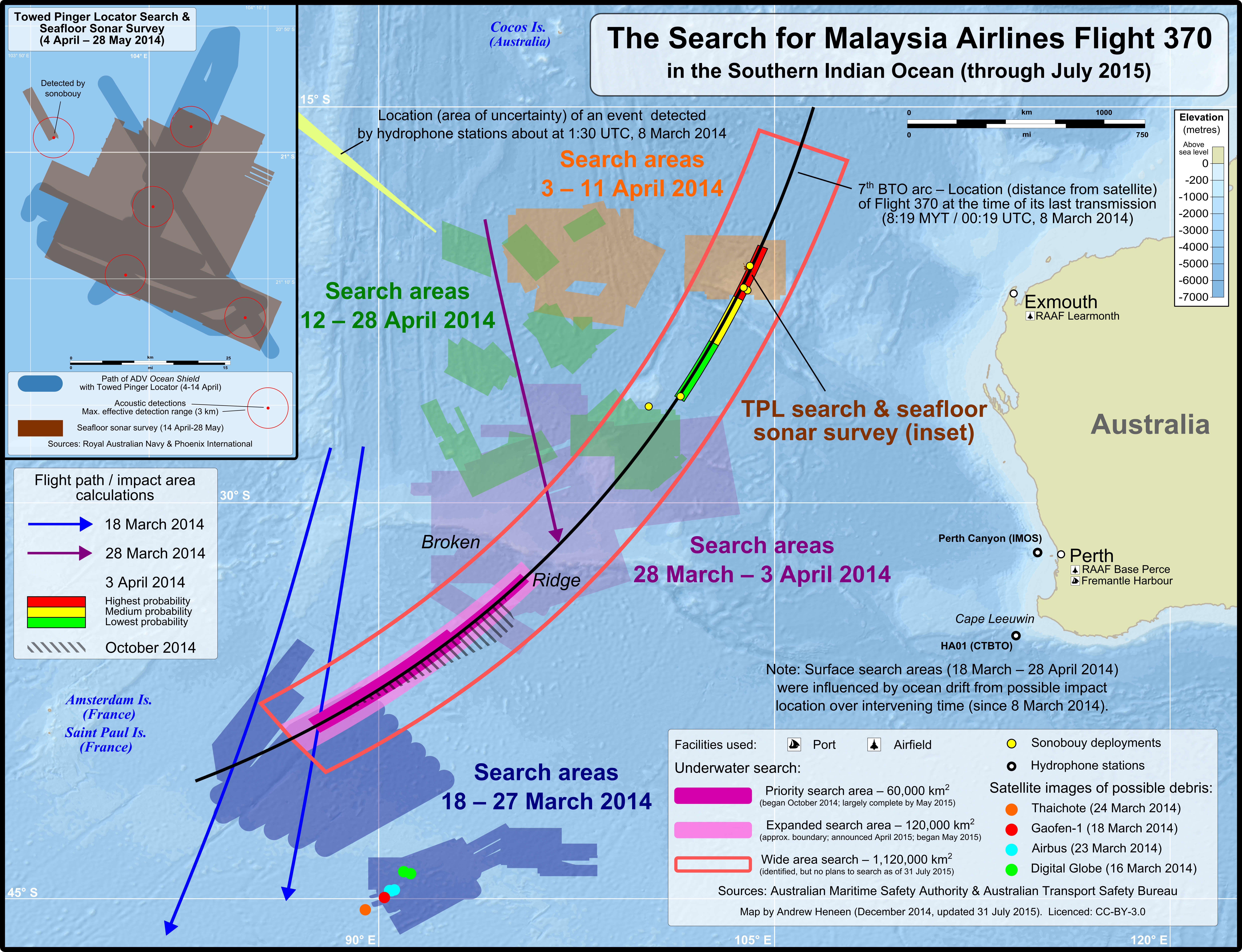
Рейс 370 Malaysia Airlines шукали поблизу координат 45°S, 90°E. Координата найближча до червоної крапки, позначеної як Gaofen 1 унизу, на півдорозі між центром і лівою частиною зображення.

Південно-східна точка 45×90 розташована за координатами 45°0′0″ пн. ш. 90°0′0″ сх. д. / 45.00000° пн. ш. 90.00000° сх. д. у південній частині Індійського океану, де глибина дна становить 3197 м. Точка лежить за 1244 км на південний схід від найближчого суходолу — безлюдного острова Сен-Поль, за 1480 км на північний схід від піщаної коси Елефант-Спіт на острові Герд, за 1569 км на північний схід від поселення Порт-о-Франсе на острові Кергелен, за 2425 км на північ від Антарктиди, за 2448 км на південний захід від міста Огаста в Західній Австралії, за 4080 км на південний схід від острова Реюньйон, за 5550 км на південний схід від острова Бенгерра в Мозамбіку та за 5800 км на південний схід від Моссел-Бея в ПАР.
У березні 2014 року ця точка була в одній із кількох смуг, у яких здійснювалися пошуки зниклого літака рейсу 370 Malaysia Airlines, після того, як супутник зафіксував потенційні уламки.

## 45°S, 90°W
Південно-західна точка 45×90 розташована за координатами 45°0′0″ пн. ш. 90°0′0″ зх. д. / 45.00000° пн. ш. 90.00000° зх. д. у південній частині Тихого океану, де глибина дна становить 4180 м. Точка лежить за 1297 км на захід від Гуайтекаса в Чилі та за 3070 км на північ від Антарктиди.

## Антиподи
Кожна точка 45×90 є антиподом іншої точки 45×90, що лежить на протилежному боці Землі. Точка на півдні Індійського океану є антиподом до точки у Вісконсині, а точка в південній частині Тихого океану — антипод до точки в Джунгарії.